# فؤاد صالح صبا

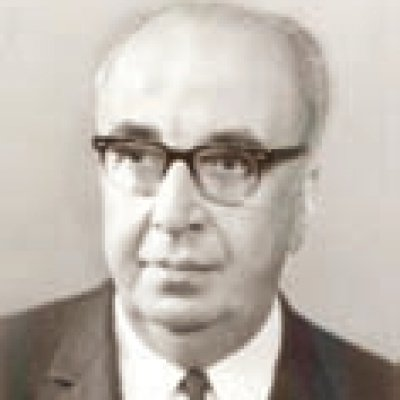

فؤاد صالح صبا (متولد ۱۹۰۲ در شفا امر – درگذشته ۱۹۸۴ در بیروت) یک اقتصاددان فلسطینی است. فواد اولین شرکت حسابرسی عرب را در خاورمیانه تأسیس کرد.
او دفتر حسابداری خود را در اورشلیم در سال ۱۹۲۶ تأسیس کرد. سپس شعبه‌های دیگری را در حیفا، یافا، بیروت، عمان و دمشق افتتاح کرد. او در تأسیس بانک عرب در سال ۱۹۳۰ مشارکت داشت.